# Ferrovia Sarajevo-Ploče
La ferrovia Sarajevo-Ploče è una linea ferroviaria internazionale che collega la capitale Sarajevo al porto di Ploče in Croazia. La linea attraversa la regione dell'Erzegovina, raggiungendo le città di Konjic e Mostar, seguendo in gran parte il corso del fiume Neretva. Tra il 2013 e il 2022 i servizi passeggeri operavano solo tra Sarajevo e la città di Čapljina al confine bosniaco-croato. La linea rientra nel Corridoio paneuropeo V da Budapest a Sarajevo e Ploče. Nella sezione croata, è classificata come linea M304.

## Storia
Dopo l'occupazione della Bosnia-Erzegovina da parte dell'esercito austro-ungarico, fu costruita una ferrovia a scartamento ridotto di 760 mm da Bosanski Brod a Zenica, portandola fino a Sarajevo nel 1882.
Nel 1879 iniziò la progettazione della linea da Sarajevo fino al porto di Ploče, e la costruzione fu avviata nell'estate del 1884 nella tratta Metković-Mostar. Il resto della linea richiese sfide ingegneristiche ardue per l'epoca, per via dell'isolamento delle valli bosniache, che non erano raggiunte da strade, ma anche per le frequenti inondazioni, che richiesero la costruzione di terrapieni per la sede ferroviaria.
La linea, a scartamento ridotto di 760 mm, fu aperta nel 1891. Con la costruzione della ferrovia, il porto di Metković diventò il porto più importante della Dalmazia, essendo stato il primo a ricevere un collegamento ferroviario. Da Konjic a Sarajevo, nei pressi del Monte Ivan, la linea superava un dislivello di oltre 600 metri con pendenze del 60 per mille, richiedendo l'installazione di una cremagliera. Nel 1922 la Camera di Commercio ed Artigianato di Sarajevo prese in considerazione l'idea di prolungare la linea fino alla foce del Neretva, presso l'odierna località di Ploče, con la relativa costruzione di un nuovo porto direttamente sul Mar Adriatico. La seconda guerra mondiale rallentò molto i lavori della tratta, che furono portati a termine solo nel 1945.
Nel secondo dopoguerra la Jugoslavia avviò un massiccio ammodernamento della rete ferroviaria, che includeva il completamento della direttrice Zagabria-Sarajevo con la costruzione delle tratte Doboj-Banja Luka e Doboj-Šamac e la conversione a scartamento standard della linea Doboj-Sarajevo. Era fondamentale dunque rinnovare anche la linea fino a Ploče, per avere accesso diretto al Mar Adriatico. La progettazione durò 10 anni, dal 1948 al 1958, per studiare come superare l'ardua salita del Monte Ivan, e i lavori terminarono nel 1964.
Con l'indipendenza della Croazia nel 1991, la sezione croata della linea fu data in gestione alla nuova compagnia ferroviaria Hrvatske željeznice (HŽ), mentre la restante sezione a nord di Metković rimase in Bosnia ed Erzegovina, e trasferita alla Željeznice Federacije Bosne i Hercegovine (ŽFBH) nel 1993, in seguito alla dichiarazione di indipendenza bosniaca.

## Percorso
| Continuation backward |

| Unknown route-map component "exCONTgq" | Unknown route-map component "eABZg+r" |  |

|  | Unknown route-map component "ABZg2" | Unknown route-map component "STRc3" |

|  | Non-passenger station/depot on track + Unknown route-map component "STRc1" | Unknown route-map component "STR+4" |

| Unknown route-map component "STRc2" | Unknown route-map component "WYE3+lg" | Unknown route-map component "ABZg+r" |

| Unknown route-map component "STR+1" | Unknown route-map component "STRc4" | Station on track |

| 4,4 |
| 2,6 |

| Straight track |  | Stop on track |

| Unknown route-map component "hKRZWae" | Unknown route-map component "exSTR+l" | Unknown route-map component "eABZg+r" |

| Straight track | Unknown route-map component "exSTR" | End station |

| Straight track | Unknown route-map component "exABZgl+l" | Unknown route-map component "exCONTfq" |

| Stop on track | Unknown route-map component "exBHF" |  |

| Unknown route-map component "hKRZWae" | Unknown route-map component "exhKRZWae" |  |

| Unknown route-map component "STR2" | Unknown route-map component "exABZgl" + Unknown route-map component "STRc3" | Unknown route-map component "exKBHFeq" |

| Unknown route-map component "STRc1" | Unknown route-map component "xABZg+4" |  |

| Unknown route-map component "exCONTgq" | Unknown route-map component "eABZg+r" |  |

| Station on track |

| Stop on track |

| Station on track |

| Stop on track |

| Station on track |

|  | Unknown route-map component "eKRWgl" | Unknown route-map component "exKRW+r" |

|  | Unknown route-map component "tSTRa@g" | Unknown route-map component "exSTR" |

|  | Unknown route-map component "tSTRe" | Unknown route-map component "exBHF" |

|  | Stop on track | Unknown route-map component "exBHF" |

|  | Station on track | Unknown route-map component "exBHF" |

|  | Unknown route-map component "tSTRa@g" | Unknown route-map component "exSTR" |

|  | Unknown route-map component "tSTRe" | Unknown route-map component "exSTR" |

|  | Unknown route-map component "eKRWg+l" | Unknown route-map component "exKRWr" |

| Station on track |

| Unknown route-map component "exKRW+l" | Unknown route-map component "eKRWgr" |  |

| Unknown route-map component "exSTR" | Unknown route-map component "tSTRa" |  |

| Unknown route-map component "exBHF" | Unknown route-map component "tSTRe" |  |

| Unknown route-map component "exSTR" | Stop on track |  |

| Unknown route-map component "exSTR" | Unknown route-map component "tSTRa" |  |

| Unknown route-map component "exBHF" | Unknown route-map component "tSTRe" |  |

| Unknown route-map component "exSTR" | Station on track |  |

| Unknown route-map component "exSTR2" | Station on track + Unknown route-map component "exSTRc3" |  |

| Unknown route-map component "exSTRc1" + Transverse water | Transverse water + Unknown route-map component "eKRZ2+4o" | Unknown route-map component "exSTRc3" + Transverse water |

|  | Station on track + Unknown route-map component "exSTRc1" | Unknown route-map component "exBHF+4" |

| Unknown route-map component "exSTR+l" | Unknown route-map component "eKRZ" | Unknown route-map component "exSTRr" |

| Unknown route-map component "exSTR" | Unknown route-map component "hKRZWae" |  |

| Unknown route-map component "exBHF" | Station on track |  |

| Unknown route-map component "exSTR" | Enter and exit tunnel |  |

| Unknown route-map component "exSTR" | Enter and exit tunnel |  |

| Unknown route-map component "exSTR" | Enter and exit tunnel |  |

| Unknown route-map component "exBHF" | Station on track |  |

| Unknown route-map component "exSTR" | Unknown route-map component "tSTRa" |  |

| Unknown route-map component "exHST" | Unknown route-map component "tSTR" |  |

| Unknown route-map component "exHST" | Unknown route-map component "tSTRe" |  |

| Unknown route-map component "exBHF" | Straight track |  |

| Unknown route-map component "exSTR" | Stop on track |  |

| Unknown route-map component "exhKRZWae" | Straight track |  |

| Unknown route-map component "exSTRl" | Unknown route-map component "eKRZ" | Unknown route-map component "exSTR+r" |

|  | Unknown route-map component "hKRZWae" | Unknown route-map component "exSTR" |

|  | Station on track | Unknown route-map component "exSTR" |

|  | Straight track | Unknown route-map component "exhKRZWae" |

|  | Unknown route-map component "eKRWg+l" | Unknown route-map component "exKRWr" |

| Station on track |

| Enter and exit tunnel |

| Stop on track |

| Unknown route-map component "HSTeBHF" |

| Unknown route-map component "eBHF" |

| Station on track |

|  | Unknown route-map component "eABZg2" | Unknown route-map component "exSTRc3" |

|  | Unknown route-map component "exSTRc1" + Unknown route-map component "tSTRa@g" | Unknown route-map component "exSTR+4" |

|  | Unknown route-map component "exSTRc2" + Unknown route-map component "tSTRe@f" | Unknown route-map component "exSTR3" |

|  | Unknown route-map component "eABZg+1" | Unknown route-map component "exSTRc4" |

| Station on track |

| Stop on track |

|  | Unknown route-map component "eKRWgl" | Unknown route-map component "exKRW+r" |

|  | Station on track | Unknown route-map component "exBHF" |

| Unknown route-map component "exSTR+l" | Unknown route-map component "eKRZo" | Unknown route-map component "exSTRr" |

| Unknown route-map component "exSTR" | Unknown route-map component "hKRZWae" |  |

| Unknown route-map component "exBHF" | Station on track |  |

| Unknown route-map component "exSTR" | Unknown route-map component "tSTRa" |  |

| Unknown route-map component "exBHF" | Unknown route-map component "tSTRe" |  |

| Unknown route-map component "exSTR" | Non-passenger station/depot on track |  |

| Unknown route-map component "exSTR" | Unknown route-map component "hKRZWae" |  |

| Unknown route-map component "exKRWl" | Unknown route-map component "eKRWg+r" |  |

| Station on track |

| Unknown route-map component "eHST" |

| Stop on track |

| Station on track |

| Stop on track |

| Station on track |

| Unknown route-map component "eHST" |

| Station on track |

| Unknown route-map component "eHST" |

| Unknown route-map component "HSTeBHF" |

|  | Unknown route-map component "eABZgl" | Unknown route-map component "exCONTfq" |

| Unknown route-map component "GRZq" + Restricted border on track |

| Station on track |

| Stop on track |

| Stop on track |

| Station on track |

| Stop on track |

| Stop on track |

| Station on track |

| Stop on track |

|  | Unknown route-map component "KRWgl" | Unknown route-map component "KRW+r" |

|  | End station | Unknown route-map component "YRD" |

|  |  | Unknown route-map component "KINTe" |